# Mount Aylesworth
Mount Aylesworth är ett berg på gränsen mellan Alaska, USA och British Columbia, Kanada. Toppen på Mount Aylesworth är 2 647 meter över havet.
Terrängen runt Mount Aylesworth är huvudsakligen bergig, men österut är den kuperad. Trakten runt Mount Aylesworth är nära nog obefolkad, med mindre än två invånare per kvadratkilometer.. Det finns inga samhällen i närheten.
Trakten runt Mount Aylesworth är permanent täckt av is och snö.